# Enric de Lorena-Guisa

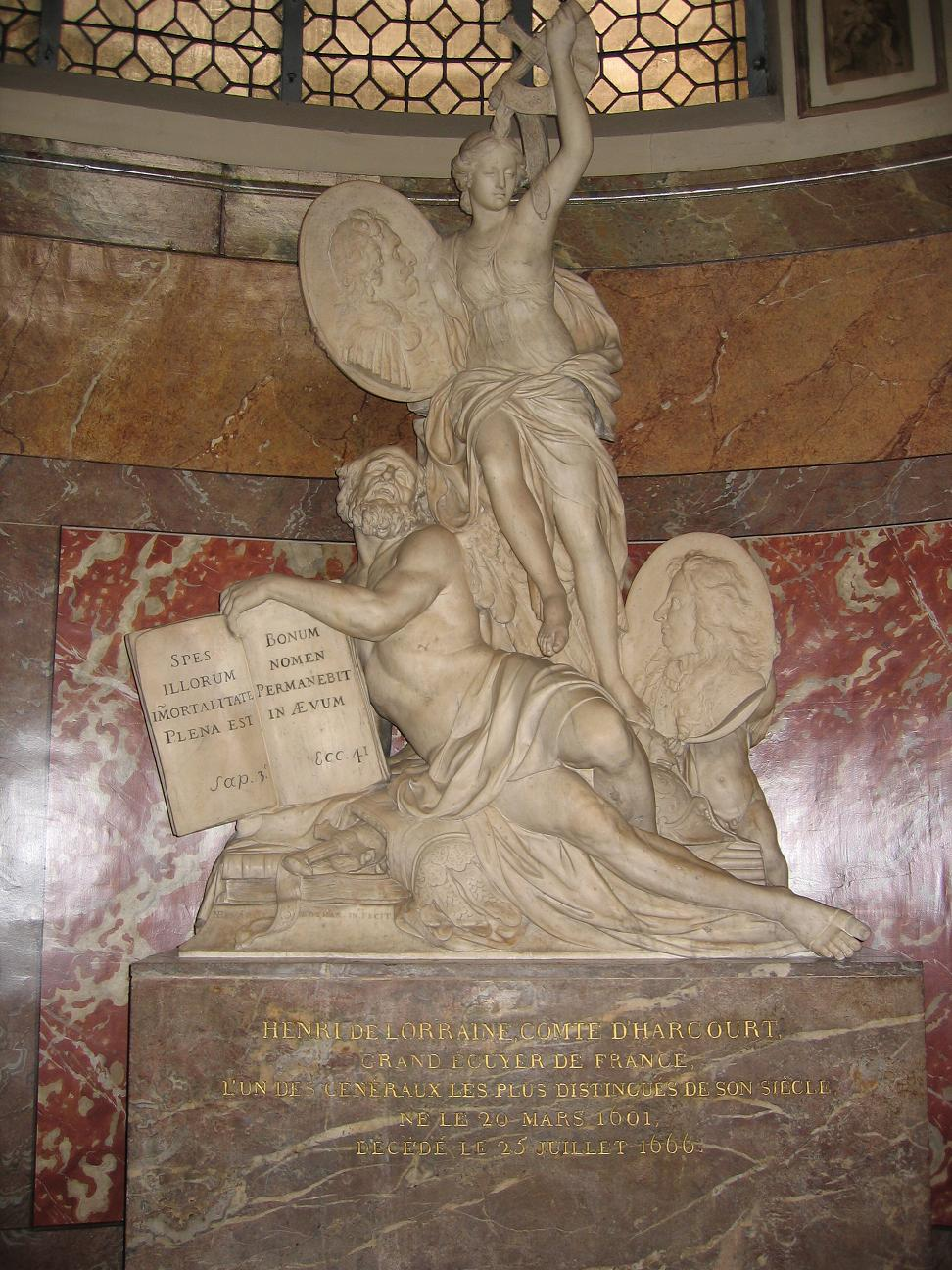
Tomba d'Henri Harcourt de Lorena, Paris

Enric de Lorena, comte d'Harcourt, d'Armanyac, de Brionne i vescomte de Marsan, dit Cadet la Perla (Cadet la Perle), nascut el 20 de març de 1601 i mort el 25 de juliol de 1666 a l'abadia de Royaumont a Asnières-sur-Oise, fou un aristòcrata i militar francès del segle xvii.

## Biografia

### Orígens
Era el fill segon de Carles I de Guisa-Lorena, duc d'Elbeuf, i de Margarida de Chabot, comtessa de Charny.

### Carrera militar
Va fer les seves primeres armes al setge de Praga el novembre de 1620 i els seus companys s'adonaren que tenia la fusta d'un gran capità i el sobrenomenaren Cadet la Perla, perquè portava una perla a l'orella.
A França va combatre els protestants i va participar en els setges de La Rochelle i de Saint-Jean-d'Angély. Fou fet cavaller de l'Ordre del Saint-Esprit el 1633, després Gran Escuder de França i senescal de Borgonya.
Durant la Guerra dels Trenta Anys va combatre el 1637 a la Batalla de les illes Lerins, la batalla de Leucata i al Piemont. Va derrotar davant Quiers, a Chieri, un exèrcit espanyol molt superior en nombre. Després de tres mesos de setge a Torí, es va apoderar de la ciutat. Va manar les tropes a Sardenya, i fou designat el 1645 virrei de Catalunya durant la Guerra dels Segadors, càrrec que va ostentar fins al 1647. Durant la Fronde, continua sent fidel a la regenta Anna d'Espanya, però s'acaba enfadant amb el cardenal Mazzarino, i es va retirar a Alsàcia.
La seva tomba feta per Antoine Coysevox és a l'abadia de Royaumont. Una tomba commemorativa, feta per l'escultor de Nancy Nicolas Renard, que es trobava al convent dels Feuillants de París, ha estat transportat a l'església de Saint-Roch també a París.

## Matrimoni i fills

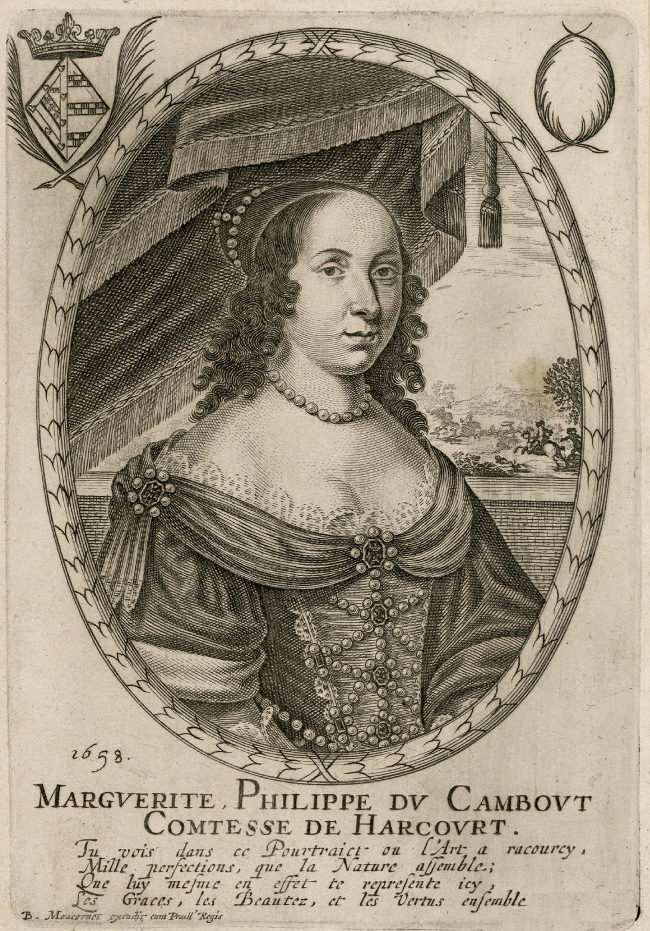
La seva esposa, Margarida Felipa del Cambout.

El febrer de 1639 es va casar amb Margarida Filipa del Cambout (1622 † 1674), amb qui va tenir:
- Armanda Enriqueta de Lorena (1640-1684), abadessa de Soissons;
- Lluís de Lorena (1641-1718), comte d'Armanyac, de Charny i de Brionne que es va casar amb Caterina de Neufville de Villeroy. Per la seva filla Maria de Lorena qui es va casar amb Antoni II de Mònaco, són els avantpassats del príncep Albert II de Mònaco;
- Felip de Lorena (1643-1702), abat de Saint-Pierre a Chartres, anomenat el « cavaller de Lorena »;
- Alfons Lluís de Lorena (1644-1689), abat de Royaumont, anomenat el « cavaller d'Harcourt »;
- Ramon Berenguer (1647-1686), abat de Faron de Meaux;
- Carles de Lorena (1648-1708), vescomte de Marsan.